# منطقة ريت برينان
منطقة ريت برينان (بالإنجليزية: Rat Burana District)‏ هي منطقة من مناطق بانكوك. يبلغ عدد سكانها 95041 نسمة وذلك حسب إحصائيات سنة 2004. تبلغ مساحتها 15.782 كم².

الموقع في بانكوك